# (38149) 1999 JY62
1999 JY62 (asteroide 38149) é um asteroide da cintura principal. Possui uma excentricidade de 0.15360420 e uma inclinação de 5.17963º.
Este asteroide foi descoberto no dia 10 de maio de 1999 por LINEAR em Socorro.